# Oliver Ellsworth
Pour les articles homonymes, voir Ellsworth.
Oliver Ellsworth (29 avril 1745 - 26 novembre 1807) est un homme de loi, révolutionnaire et  homme politique américain. Il fut l'un des rédacteurs de la Constitution des États-Unis puis sénateur du Connecticut et président de la Cour suprême des États-Unis.
Il est l'un des signataires du traité de Mortefontaine, avec Guillaume Richardson Davie (gouverneur de Caroline du Nord) et Guillaume Vans Murray (ministre résident à la Haye). Ce traité permit de faire cesser les hostilités entre la France et les États-Unis et d'établir une paix durable entre les deux nations, au début du XIXe siècle.
Il est l'inventeur de la dénomination United States of America (États-Unis d'Amérique).

## Famille et jeunesse
Il est né à Windsor (Connecticut), fils du capitaine David et de Jemima Leavitt Ellsworth. Il entre à l'université Yale en 1762, mais rejoint, à la fin de sa seconde année le College of New Jersey (plus tard nommé université de Princeton) où il étudie la théologie et obtient sa licence après deux ans. Peu après, il se lance cependant dans des études de droit et après quatre années, il est admis au barreau en 1771. L'année suivante il épouse Abigail Wolcott.

## Pendant la révolution américaine
Le cabinet d'Ellsworth devient bientôt prospère. Sa réputation de juriste compétent et travailleur grandit et, en 1777, Ellsworth devient procureur du Connecticut pour le comté de Hartford. Cette même année il est désigné comme l'un des représentants du Connecticut au Congrès continental. Il participe à diverses commissions durant six années, jusqu'en 1783. Ellsworth participe ensuite aux efforts de son État lors de la guerre d'indépendance des États-Unis. En tant que membre de la commission des finances, Oliver Ellsworth est l'un des cinq hommes chargés de la supervision des dépenses du Connecticut pour l'effort de guerre. En 1779, il assume de plus importantes fonction en tant que membre du conseil de sécurité, qui, avec le gouverneur, contrôle toutes les actions militaires de l'État.

## Rédaction de la Constitution
Lorsque la Convention constitutionnelle se réunit à Philadelphie en 1787, Ellsworth une fois encore représente le Connecticut et prend une part active au processus. Pendant le débat et le Grand compromis, il propose que la représentation législative reste attachée à l'État, comme dans les Articles de la Confédération. Il laisse également sa marque par un amendement visant à changer le mot « national » par « United States ». Par la suite, « United States » sera le titre donné au gouvernement par la convention.
Ellsworth fait aussi partie de la commission chargée de rédiger le premier brouillon de la Constitution. Ellsworth est favorable au « three-fifths compromise » (compromis des trois-cinquièmes) concernant le recensement des esclaves mais il est opposé à l'abolition du commerce d'esclaves avec l'étranger. Bien qu'il quitte la convention à la fin août et qu'il ne signe pas le document final, il exhorte à son approbation dès son retour dans le Connecticut et écrit les Letters of a Landholder afin de promouvoir sa ratification.

## Sénateur
Ellsworth est l'un des deux premiers sénateurs du Connecticut entre 1789 et 1796. Au Sénat, il préside la commission qui définit le cadre de l'organisation judiciaire fédérale et permet de résoudre les détails pratiques permettant l'existence du nouveau gouvernement. Au Congrès, Ellsworth définit également le cadre des mesures réglant l'admission de la Caroline du Nord au sein de l'Union, propose le concept de non-relation qui forcera Rhode Island à s'y joindre, esquisse la loi sur le service consulaire et est membre de la commission chargée d'étudier le plan d'Alexander Hamilton sur la dette nationale et pour l'incorporation de la First Bank of the United States.

## Fin de carrière
Au printemps de 1796, il est nommé juge en chef des États-Unis (à la fois ministre de la Justice et président de la Cour suprême). Il est aussi représentant plénipotentiaire des États-Unis en France entre 1799 et 1800 lors de l'établissement et de la signature du traité de Mortefontaine. À son retour en Amérique au début de 1801, Ellsworth se retire de la politique nationale et rentre à Windsor. Il servira encore au sein du Conseil du Gouverneur du Connecticut jusqu'à sa mort en 1807. Il repose au cimetière de la First Church de Windsor.
Les deux fils d'Ellsworth, jumeaux, suivront la voie de leur père au service de la communauté. Henry Leavitt Ellsworth deviendra maire de Hartford, puis premier commissaire de l'U.S. Patent Office (service américain des brevets). Son frère, William Wolcott Ellsworth, qui épousera la fille de Noah Webster (père du fameux dictionnaire Webster), deviendra gouverneur du Connecticut.

## Honneur
- Ellsworth Federal Station - BSL : métro de Philadelphie

- Ellsworth Street à Philadelphie

- Ellsworth Street à Bellingham

## Source
- (en) Cet article est partiellement ou en totalité issu de l’article de Wikipédia en anglais intitulé « Oliver Ellsworth » (voir la liste des auteurs).